# Liste der Kreisstraßen im Landkreis Dahme-Spreewald
Die Liste der Kreisstraßen im Landkreis Dahme-Spreewald ist eine Auflistung der Kreisstraßen im brandenburgischen Landkreis Dahme-Spreewald. Die Gesamtlänge der Kreisstraßen im Landkreis Dahme-Spreewald beträgt 229,145 km.

## Abkürzungen
- K: Kreisstraße
- L: Landesstraße

## Liste
Die Kreisstraßen behalten die ihnen zugewiesene Nummer nicht bei einem Wechsel in einen anderen Landkreis oder in eine kreisfreie Stadt. Nicht vorhandene bzw. nicht nachgewiesene Kreisstraßen werden in Kursivdruck gekennzeichnet, ebenso Straßen und Straßenabschnitte, die unabhängig vom Grund (Herabstufung zu einer Gemeindestraße oder Höherstufung) keine Kreisstraßen mehr sind. 
Der Straßenverlauf wird in der Regel von Nord nach Süd und von West nach Ost angegeben.
| Nr.    | Verlauf |
| ------ | --- |
| K 6101 | L 434 – L 452 in Leeskow |
| K 6102 | / in Lieberose – Blasdorf – |
| K 6103 | – Mochlitz |
| K 6105 | L 441 – Doberburg – / in Lieberose |
| K 6106 | L 44 in Lamsfeld – Groß Liebitz |
| K 6108 | L 51 – Byhlen |
| K 6109 | L 44 in Neu Zauche – Sacrow – Waldow – Laasow – L 44 in Straupitz |
| K 6111 | Guhlen – L 442 in Goyatz |
| K 6113 | – Klein Leuthen – Leibchel – in Neukrug |
| K 6115 | L 44/L 444 – Burglehn – Alt Zauche – Wußwerk – L 44 |
| K 6116 | L 44 in Radensdorf – in Biebersdorf |
| K 6117 | L 443 in Wittmannsdorf – Pretschen – in Gröditsch |
| K 6118 | (K 6726 im Landkreis Oder-Spree) – Kreisgrenze – L 443 |
| K 6120 | L 42 in Hohenbrück – Neu Schadow |
| K 6122 | in Kuschkow – Dürrenhofe – K 6123 – L 42 |
| K 6123 | L 42 – K 6122 |
| K 6124 | – Groß Lubolz – Klein Lubolz – in Lübben (Spreewald) |
| K 6125 | in Duben – Terpt |
| K 6126 | Alteno – L 526 in Willmersdorf-Stöbritz |
| K 6129 | L 52 – Frankendorf – Görlsdorf – K 6130 – Beesdau – Bergen – Kreisgrenze – (K 6233 im Landkreis Elbe-Elster) |
| K 6130 | – Goßmar – K 6129 in Beesdau |
| K 6131 | L 561 in Walddrehna – Wehnsdorf – K 6132 – Kreisgrenze – (K 6237 im Landkreis Elbe-Elster) |
| K 6132 | Schwarzenburg – Kreisgrenze – (K 6132 im Landkreis Elbe-Elster) – Kreisgrenze – K 6131 in Wehnsdorf Anmerkung: Die Straße befindet sich vollständig in der Trägerschaft des Landkreises Dahme-Spreewald.                                                   |
| K 6133 | in Uckro – Langengrassau – Waltersdorf – L 562 in Gehren |
| K 6134 | Pitschen-Pickel – in Uckro |
| K 6135 | Paserin – |
| K 6137 | – Reichwalde – Kasel-Golzig – L 71 – Kreblitz – K 6139 – K 6138 – Karche – Zaacko – /L 52 |
| K 6138 | L 71 in Krossen – Kümmritz – Zieckau – Gießmannsdorf – Schollen – K 6137 |
| K 6139 | in Rüdingsdorf – K 6137 in Kreblitz |
| K 6140 | L 71 – Kreisgrenze – (K 7201 im Landkreis Teltow-Fläming) |
| K 6141 | Schäcksdorf – L 71 in Drahnsdorf |
| K 6145 | L 711 in Golßen – Landwehr – Falkenhain – L 71 in Drahnsdorf |
| K 6146 | – Gersdorf – in Zützen |
| K 6147 | Friedrichshof – Rietzneuendorf – L 711 – Waldow – |
| K 6148 | L 74 in Halbe – Teurow – Oderin – Briesen – Brand – K 6149 – K 6168 |
| K 6149 | Staakow – K 6148 in Brand |
| K 6150 | (K 7225 im Landkreis Teltow-Fläming) – Kreisgrenze – |
| K 6152 | L 40 – Gussow – in Gräbendorf |
| K 6153 | Niederlehme – Zernsdorf – Kablow – Dannenreich – Kreisgrenze – (K 6757 im Landkreis Oder-Spree) – Kreisgrenze – ohne Abzweig einer klassifizierten Straße – Kreisgrenze – (K 6757 im Landkreis Oder-Spree) – Kreisgrenze – Friedrichshof – L 39 in Wenzlow |
| K 6155 | L 745 in Gallun – Kreisgrenze – (K 7235 im Landkreis Teltow-Fläming) |
| K 6156 | – in Telz |
| K 6157 | (K 7236 im Landkreis Teltow-Fläming) – Kreisgrenze – L 75 in Mittenwalde |
| K 6158 | L 75 – L 40 in Ragow |
| K 6160 | L 400 in Waltersdorf – Alt Schulzendorf – K 6161 – Neuschulzendorf – L 402 – Zeuthen – Wildau – /L 400 |
| K 6161 | K 6160 in Alt Schulzendorf – Schulzendorf – L 401 in Eichwalde |
| K 6162 | – L 400 in Waltersdorf |
| K 6165 | L 56 – Kreisgrenze – (K 6625 im Landkreis Oberspreewald-Lausitz) |
| K 6168 | /L 711 – K 6148 – L 71 in Krausnick (früher ein Teilstück der L 711) |
| K 6169 | – Selchow, Mittenwalder Straße – … – Selchow, Messestraße (West) – Kreisgrenze – (K 7238 im Landkreis Teltow-Fläming) |